# بانک حکمت ایرانیان
بانک حکمت ایرانیان شرکت خدمات مالی و بانکداری ایرانی بود که با حمایت ارتش جمهوری اسلامی ایران در سال ۱۳۸۹ تأسیس شد و به موجب اطلاعیه بانک مرکزی ایران در ۱۱ اسفند ۱۳۹۷ در بانک سپه ادغام گردید. این بانک در ۸ اکتبر ۲۰۲۰ توسط وزارت خزانه‌داری ایالات متحده آمریکا تحریم شد.

## تاریخچه
صندوق قرض‌الحسنه ارتش با هدف تأمین معیشت کارکنان پایور نیروی زمینی ارتش فعالیت خود را آغاز کرد و بعدها تحت عنوان مؤسسه مالی واعتباری حکمت مشغول فعالیت بود که با دستور سید علی خامنه‌ای مبنی بر ارتقاء سطح کیفی در ۲۳ دی ۱۳۸۹ عنوان مؤسسه مالی و اعتباری به بانک تغییر یافت.

### تحریم
این بانک همراه با ۱۷ بانک در ایران در ۸ اکتبر ۲۰۲۰ توسط وزارت خزانه‌داری ایالات متحده آمریکا در لیست سیاه قرار گرفت و تحریم شد.

## ترکیب سهامداران
این بانک از ۱۴ شرکت خصوصی دولتی و نهادهای دولتی نیروهای مسلح ایران تشکیل شده‌ بود که هرکدام میزان سهامی را دارا بودند.
| نام شرکت                           | سهم (به درصد) |
| ---------------------------------- | ------------- |
| بنیاد تعاون آجا                    | ۴٫۷۵          |
| شرکت هواپیمایی کاسپین              | ۴٫۶۵          |
| شرکت خصوصی عمران توسعه گران پیشگام | ۴٫۶۴          |
| صندوق بیمه بتاجا                   | ۴٫۵۹          |
| مسکن بتاجا                         | ۴٫۵۹          |
| شرکت عمران آبشار اسپادان           | ۴٫۵۴          |
| شرکت زهد فارس                      | ۴٫۴۶          |
| شرکت توسعه اندیشه                  | ۴٫۴۱          |
| شرکت ذوالفقار خراسان               | ۲٫۸۵          |
| شرکت آذر ابنیه تبریز               | ۲٫۸۵          |
| شرکت سرمایه‌گذاری بازار گردانی      | ۲٫۸۳          |
| شرکت بهسازان نیک‌اندیش              | ۲٫۱۱          |
| شرکت جرجان گرگان                   | ۱٫۹۹          |
| فرماندهی کل نیروهای مسلح           | ۵۰٫۷۴         |

## ادغام بانک‌های نیروهای مسلح با بانک سپه
براساس اطلاعیه بانک مرکزی ایران در ۱۱ اسفند ۱۳۹۷ بانک‌های انصار، قوامین، حکمت ایرانیان، مهر اقتصاد و مؤسسه اعتباری کوثر در بانک سپه ادغام شدند. در ۱۰ خرداد ۱۳۹۹ ادغام بانک حکمت ایرانیان دربانک سپه به صورت رسمی عملیاتی شد و تابلوهای این بانک با بانک سپه  تعویض شد.